# Leon Festinger
Leon Festinger   (Manhattan, 8 de maig de 1919 - Nova York, 11 de febrer de 1989) va ser un psicòleg social nord-americà que va originar la teoria de la dissonància cognitiva i la teoria de la comparació social. El rebuig de la visió conductista anteriorment dominant de la psicologia social en demostrar la inadequació dels relats de condicionament estímul-resposta del comportament humà s'atribueix en gran manera a les seves teories i investigacions. També se li atribueix a Festinger l'avanç de l'ús de l'experimentació de laboratori en psicologia social, encara que simultàniament va subratllar la importància d'estudiar situacions de la vida real, un principi que va practicar quan es va infiltrar personalment en un culte del dia del judici final. També és conegut en la teoria de les xarxes socials per l’efecte de proximitat (o propinqüitat).
Festinger va estudiar psicologia amb Kurt Lewin, una figura important de la psicologia social moderna, a la Universitat d'Iowa, graduant-se el 1941; tanmateix, no va desenvolupar un interès per la psicologia social fins després d'unir-se a la facultat del Centre de Recerca de Dinàmica de Grups de Lewin a l'Institut Tecnològic de Massachusetts el 1945. Malgrat la seva preeminència en la psicologia social, Festinger es va dedicar a la investigació de la percepció visual el 1964 i després a l'arqueologia, la història i les ciències evolutives humanes el 1979 fins a la seva mort el 1989. Després de BF Skinner, Jean Piaget, Sigmund Freud i Albert Bandura, Festinger va ser el cinquè psicòleg més citat del segle xx.

## Biografia
Festinger va néixer a Brooklyn, Nova York, el 8 de maig de 1919 dels immigrants jueus russos Alex Festinger i Sara Solomon Festinger. El seu pare, fabricant de brodats, havia «deixat la Rússia radical i atea i es va mantenir fidel a aquestes opinions durant tota la seva vida». Festinger va assistir a Boys' High School a Brooklyn, i va rebre la seva llicenciatura en psicologia al City College de Nova York el 1939.
Va procedir a estudiar amb Kurt Lewin a la Universitat d'Iowa, on Festinger va rebre el seu màster el 1940 i el doctorat el 1942 en el camp del comportament infantil. Per la seva pròpia admissió, no estava interessat en la psicologia social quan va arribar a Iowa, i no va fer un sol curs de psicologia social durant tot el seu temps allà; en canvi, estava interessat en els treballs anteriors de Lewin sobre sistemes de tensió, però l'enfocament de Lewin s'havia desplaçat cap a la psicologia social quan Festinger va arribar a Iowa. No obstant això, Festinger va continuar perseguint els seus interessos originals, estudiant el nivell d'aspiració, treballant en estadístiques, desenvolupant un model quantitatiu de presa de decisions, i fins i tot publicant un estudi de laboratori sobre rates. En explicar la seva manca d'interès per la psicologia social en aquell moment, Festinger va declarar: «La metodologia més laxa dels estudis de psicologia social i la vaguetat de la relació de les dades amb els conceptes i teories lewinianes, tot em va semblar poc atractiu en la meva inclinació juvenil pel rigor.» Festinger es considerava un lliurepensador i un ateu.
Després de graduar-se, Festinger va treballar com a investigador associat a Iowa de 1941 a 1943, i després com a estadístic per al Comitè de Selecció i Formació de Pilots d'Aeronaus de la Universitat de Rochester de 1943 a 1945 durant la Segona Guerra Mundial. El 1943, Festinger es va casar amb Mary Oliver Ballou, una pianista, amb qui va tenir tres fills, Catherine, Richard i Kurt. Festinger i Ballou es van divorciar més tard, i Festinger es va casar amb Trudy Bradley, professora de treball social a la Universitat de Nova York, el 1968.

### Carrera
El 1945, Festinger es va incorporar al recentment creat Centre de Recerca de Dinàmica de Grups de Lewin al Massachusetts Institute of Technology com a professor ajudant. Va ser al MIT on Festinger, segons les seves pròpies paraules, «es va convertir en un psicòleg social, i submergir en el camp amb totes les seves dificultats, vaguetats i reptes». També va ser al MIT on Festinger va començar la seva incursió en la comunicació social i les pressions en grups que van marcar un punt d'inflexió en la seva pròpia recerca. Com el mateix Festinger recorda, «els anys al MIT [sic] ens van semblar a tots transcendentals, innovadors, el nou començament d'alguna cosa important». De fet, Stanley Schachter, estudiant i assistent d'investigació de Festinger en aquell moment, afirma: «Vaig tenir la sort de treballar amb Festinger en aquell moment, i ho penso com un dels moments àlgids de la meva vida científica».
No obstant això, aquest esforç «va començar gairebé com un accident» mentre Festinger realitzava un estudi sobre l'impacte dels factors arquitectònics i ecològics en la satisfacció de l'habitatge dels estudiants per a la universitat. Tot i que l'efecte de proximitat (o propinqüitat) va ser una descoberta directa important de l'estudi, Festinger i els seus col·laboradors també van notar correlacions entre el grau d'amistat dins d'un grup de residents i la similitud d'opinions dins del grup, fet que va plantejar preguntes inesperades pel que fa a la comunicació dins dels grups socials i el desenvolupament d'estàndards d'actituds i comportaments grupals. De fet, l'article seminal de Festinger de 1950 sobre la comunicació social informal com a funció de les pressions cap a la uniformitat d'actituds dins d'un grup cita les conclusions d'aquest estudi de satisfacció de l'habitatge aparentment no relacionat en diverses ocasions.
Després de la mort de Lewin el 1947, Festinger es va traslladar al centre de recerca de la Universitat de Michigan el 1948. Després es va traslladar a la Universitat de Minnesota el 1951, i després a la Universitat Stanford el 1955. Durant aquest temps, Festinger va publicar el seu article molt influent sobre la teoria de la comparació social, ampliant la seva teoria anterior sobre l'avaluació de les actituds en grups socials a l'avaluació de les habilitats en grups socials. Després d'això, el 1957, Festinger va publicar la seva teoria de la dissonància cognitiva, sens dubte la seva contribució més famosa i influent al camp de la psicologia social. Alguns també veuen això com una extensió del treball anterior de Festinger sobre les pressions grupals per resoldre les discrepàncies en les actituds i les habilitats dins dels grups socials sobre com l'individu resol les discrepàncies en l'àmbit cognitiu. Festinger també va rebre un reconeixement considerable durant aquest temps pel seu treball, tant dins del camp, que va ser guardonat amb el Distinguished Scientific Contribution Award de l'American Psychological Association el 1959, i fora del camp, sent nomenat com un dels deu científics més prometedors d'Amèrica per la revista Fortune poc després de publicar la teoria de la comparació social.
Malgrat aquest reconeixement, Festinger va abandonar el camp de la psicologia social l'any 1964, i va atribuir la seva decisió a «una convicció que havia anat creixent en mi en aquell moment que jo, personalment, estava en una rutina i necessitava una injecció d'estimulació intel·lectual de noves fonts per continuar sent productiu». Va dirigir la seva atenció al sistema visual, centrant-se en el moviment de l'ull humà i la percepció del color. El 1968, Festinger va tornar a la seva ciutat natal de Nova York, continuant la seva recerca de percepció a The New School, llavors coneguda com la New School for Social Research. El 1979, va tancar el seu laboratori, citant la insatisfacció per treballar «en problemes tècnics cada cop més estrets».

### Darrers anys
Escrivint el 1983, quatre anys després de tancar el seu laboratori, Festinger va expressar una sensació de decepció pel que ell i el seu camp havien aconseguit:
Quaranta anys de la meva pròpia vida em semblen molt de temps i si bé s'han après algunes coses sobre els éssers humans i el comportament humà durant aquest temps, el progrés no ha estat prou ràpid; ni els nous coneixements han estat prou impressionants. I encara pitjor, des d'un punt de vista més ampli sembla que no hem estat treballant en molts dels problemes importants.
Posteriorment, Festinger va començar a explorar dades arqueològiques prehistòriques, reunint-se amb Stephen Jay Gould per discutir idees i visitar llocs arqueològics per investigar de primera mà la fabricació d'eines primitives. Els seus esforços van culminar finalment amb el llibre, El llegat humà, que examinava com van evolucionar els humans i com van desenvolupar societats complexes. Encara que aparentment el producte d'un abandonament desenganyat i generalitzat del camp de la psicologia, Festinger va considerar aquesta investigació com un retorn a les preocupacions fonamentals de la psicologia. Va descriure l'objectiu dels seus nous interessos de recerca com «veure el que es pot inferir des de diferents punts de vista, des de diferents àmbits de dades, sobre la naturalesa, les característiques, d'aquesta espècie que anomenem humana». i es va sentir desconcertat. quan els seus companys psicòlegs li van preguntar com es relacionaven els seus nous interessos de recerca amb la psicologia.
La següent i darrera empresa de Festinger va ser entendre per què una idea és acceptada o rebutjada per una cultura, i va decidir que examinar per què s'adoptava ràpidament la nova tecnologia a Occident, però no a l'Imperi Romà d'Orient il·luminaria el problema. Tanmateix, a Festinger se li va diagnosticar càncer abans de poder publicar aquest material. Va decidir no seguir tractament i va morir l'11 de febrer de 1989.

## Obres

### Efecte de proximitat
Festinger, Stanley Schachter i Kurt Back van examinar l'elecció d'amics entre els estudiants universitaris que viuen en habitatges d'estudiants casats al MIT. L'equip va demostrar que la formació de vincles es va predir per la propinqüitat, la proximitat física entre el lloc on vivien els estudiants, i no només per gustos o creences similars com suposava la saviesa convencional. En altres paraules, la gent simplement tendeix a fer amistat amb els seus veïns. També van trobar que la distància funcional també prediu els llaços socials. Per exemple, en un edifici d'apartaments de dues plantes, les persones que viuen a la planta baixa al costat d'una escala estan funcionalment més a prop dels residents de la planta superior que altres que viuen a la mateixa planta inferior. Els residents de la planta baixa prop de les escales tenen més probabilitats que els veïns de la planta baixa de fer-se amics dels que viuen a la planta superior. Festinger i els seus col·laboradors van veure aquestes troballes com una evidència que les amistats sovint es desenvolupen a partir de contactes passius (p. ex., reunions breus realitzades com a resultat d'anar i tornar a casa dins de la comunitat d'habitatges d'estudiants) i que aquests contactes passius tenen més probabilitats de produir-se si es troben més a prop (distància física i funcional entre persones).

### Comunicació social informal
Va ser autor de A Theory of Cognitive Dissonance (1957), obra en la qual exposa la seua teoria de la dissonància cognitiva, que va revolucionar el camp de la psicologia social, i que ha tingut múltiples aplicacions en àrees tals com la motivació, la dinàmica de grups, l'estudi del canvi d'actituds i la presa de decisions, etc. En la seua teoria, assenyala que en la ment dels subjectes es pot distingir una sèrie de coneixements o elements (cognicions) «…és a dir tot el que una persona sap sobre si mateixa, de la seua conducta i de les seues circumstàncies» i que alguns d'aquests coneixements poden ser contradictoris, no només des del punt de vista lògic, sinó també des del psicològic, entre si, p. ex., la idea que el codi de la circulació ha de ser respectat pot estar en contradicció amb el coneixement que en aquest moment m'estic saltant un semàfor roig.
Aquesta contradicció és el que l'autor denomina dissonància cognitiva. Quan hi ha dissonància cognitiva, el subjecte es veu motivat a reduir-la.
Per a això ha de canviar la seua conducta, si això és possible, i si no ho és, la qual cosa ocorre en molts casos, llavors tractarà de canviar les seues cognicions o la seva valoració.
Hem d'entrar en un conflicte pel que fa a la nostra presa de decisió, però perquè aquesta siga dissonant necessita ser forçosament rellevant per a nosaltres.
És a dir, les persones ens seleccionem aquelles percepcions que ens confirmen els nostres pensaments independentment de si són fets reals o no amb la condició de reduir nostra dissonància cognitiva.
En el seu article de 1950, Festinger postulava que una de les pressions principals per comunicar-se sorgeix de la uniformitat dins d'un grup, que al seu torn sorgeix de dues fonts: la realitat social i la locomoció grupal. Festinger argumentava que les persones depenen de la realitat social per determinar la validesa subjectiva de les seves actituds i opinions, i que busquen el seu grup de referència per establir la realitat social; una opinió o actitud és, per tant, vàlida en la mesura que és semblant a la del grup de referència. A més, va argumentar que les pressions per comunicar-se sorgeixen quan existeixen discrepàncies en opinions o actituds entre els membres d'un grup, i va exposar una sèrie d'hipòtesis sobre els determinants de quan es comuniquen els membres del grup, amb qui es comuniquen i com reaccionen els destinataris de la comunicació, citant els experiments existents. proves que avalen els seus arguments.
Festinger va titllar les comunicacions derivades d'aquestes pressions cap a la uniformitat com a «comunicació instrumental», ja que la comunicació no és un fi en si mateixa sinó un mitjà per reduir les discrepàncies entre el comunicador i els altres del grup. La comunicació instrumental es contrasta amb la «comunicació consumatòria» on la comunicació és el final, com l'expressió emocional.

### Teoria de la comparació social
La influent teoria de la comparació social de Festinger (1954) es pot veure com una extensió de la seva teoria anterior relacionada amb la dependència de la realitat social per avaluar actituds i opinions en l'àmbit de les capacitats. Partint de la premissa que els humans tenen un impuls innat per avaluar amb precisió les seves opinions i habilitats, Festinger va postular que les persones buscaran avaluar les seves opinions i habilitats comparant-les amb les dels altres. Concretament, les persones buscaran altres persones properes a les pròpies opinions i capacitats per a la comparació perquè les comparacions precises són difícils quan els altres són massa divergents de les pròpies. Per fer servir l'exemple de Festinger, un novell d'escacs no compara les seves habilitats d'escacs amb les de reconeguts mestres d'escacs, ni un estudiant universitari compara les seves habilitats intel·lectuals amb les d'un nen petit.
Les persones, a més, actuaran per reduir les discrepàncies en les actituds, ja sigui canviant els altres per apropar-los a un mateix o canviant les pròpies actituds per apropar-los als altres. També prendran mesures per reduir les discrepàncies en les habilitats, per a les quals hi ha un impuls a l'alça per millorar les habilitats. Així Festinger va suggerir que «els processos d'influència social i alguns tipus de comportament competitiu són tots dos manifestacions del mateix procés sociopsicològic… [és a dir,] l'impuls d'autoavaluació i la necessitat que aquesta avaluació es basi en la comparació amb altres persones.» Festinger també va discutir les implicacions de la teoria de la comparació social per a la societat, i va plantejar la hipòtesi que la tendència de les persones a moure's en grups que tenen opinions que coincideixen amb les seves pròpies i capacitats properes a les seves, resulta en la segmentació de la societat en grups que són relativament semblants.
En el seu article de 1954, Festinger va tornar a exposar sistemàticament una sèrie d'hipòtesis, corol·laris i derivacions, i va citar proves experimentals existents quan estaven disponibles. Va formular el seu conjunt principal d'hipòtesis de la següent manera:
1. Existeix, en l'organisme humà, un impuls per avaluar la seva opinió i capacitats.
2. En la mesura que hi ha mitjans objectius i no socials disponibles, les persones avaluen les seves opinions i habilitats comparant-les respectivament amb les opinions i capacitats dels altres.
3. La tendència a comparar-se amb una altra persona concreta disminueix a mesura que augmenta la diferència entre la seva opinió o capacitat i la pròpia.
4. Hi ha un impuls unidireccional a l'alça en el cas de les habilitats, que és molt absent en les opinions.
5. Hi ha restriccions no socials que fan que sigui difícil o fins i tot impossible canviar la pròpia capacitat. Aquestes restriccions no socials estan en gran part absents de les opinions.
6. El cessament de la comparació amb altres persones s'acompanya d'hostilitat o derogació en la mesura que la comparació continuada amb aquestes persones implica conseqüències desagradables.
7. Qualsevol factor que augmenti la importància d'algun grup en particular com a grup de comparació d'alguna opinió o habilitat en particular augmentarà la pressió cap a la uniformitat respecte a aquesta capacitat o opinió dins d'aquest grup.
8. Si les persones que són molt divergents de la pròpia opinió o habilitat són percebudes com a diferents d'un mateix en atributs compatibles amb la divergència, la tendència a reduir el rang de comparabilitat es fa més forta.
9. Quan hi ha un rang d'opinió o habilitat en un grup, la força relativa de les tres manifestacions de pressions cap a la uniformitat serà diferent per a aquells que estan a prop del mode del grup que per als que estan allunyats del mode. Concretament, els propers a la modalitat del grup tindran tendències més fortes a canviar les posicions dels altres, tendències relativament més febles a reduir el rang de comparació i tendències molt més febles a canviar la seva posició en comparació amb els que estan allunyats de la modalitat del grup.

### Quan la profecia falla
Festinger i els seus col·laboradors, Henry Riecken i Stanley Schachter, van examinar les condicions sota les quals la desconfirmació de les creences condueix a una major convicció en aquestes creences al llibre de 1956 When Prophecy Fails. El grup va estudiar un petit culte apocalíptic liderat per Dorothy Martin (amb el pseudònim de Marian Keech al llibre), una mestressa de casa dels suburbis. Martin va afirmar haver rebut missatges dels «Guardians», un grup d'éssers superiors d'un altre planeta anomenat «Clarion». Els missatges suposadament deien que una inundació que s'estenia per formar un mar interior que s'estenia des del cercle polar àrtic fins al golf de Mèxic destruiria el món el 21 de desembre de 1954. Els tres psicòlegs i diversos assistents més es van incorporar al grup. L'equip va observar el grup de primera mà durant mesos abans i després de l'apocalipsi prevista. Molts dels membres del grup van deixar la seva feina i van disposar de les seves possessions en preparació per a l'apocalipsi. Quan el dia del judici final va venir i va anar, Martin va afirmar que el món s'havia estalviat a causa de la «força del Bé i la llum» que els membres del grup havien estès. En lloc d'abandonar les seves creences desprestigiades, els membres del grup s'hi adheriren encara més fortament i van començar a fer proselitisme amb fervor.
Festinger i els seus coautors van concloure que les condicions següents condueixen a una major convicció en les creences després de la desconfirmació:
1. La creença s'ha de mantenir amb una profunda convicció i ser rellevant per a les accions o el comportament del creient.
2. La creença ha d'haver produït accions que probablement són difícils de desfer.
3. La creença ha de ser prou específica i preocupada pel món real de manera que es pugui desconfirmar clarament.
4. L'evidència desconfirmatòria ha de ser reconeguda pel creient.
5. El creient ha de comptar amb el suport social d'altres creients.
Festinger també va descriure més tard l'augment de la convicció i el proselitisme per part dels membres del culte després de la desconfirmació com una instanciació específica de la dissonància cognitiva (és a dir, l'augment del proselitisme va reduir la dissonància produint el coneixement que altres també acceptaven les seves creences) i la seva aplicació per comprendre fenòmens complexos i de masses.
Les observacions reportades a When Prophecy Fails van ser la primera evidència experimental de la perseverança de les creences.

### Dissonància cognitiva
El treball de Festinger de 1957 va integrar la literatura de recerca existent sobre influència i comunicació social sota la seva teoria de la dissonància cognitiva. La teoria va ser motivada per un estudi de rumors immediatament després d'un terratrèmol greu a l'Índia el 1934. Entre les persones que van sentir el xoc, però que no van patir cap dany pel terratrèmol, es van difondre àmpliament i es van acceptar rumors sobre desastres encara pitjors per venir. Tot i que sembla contraintuïtiu que la gent optés per creure els rumors que «provoquen por», Festinger va raonar que aquests rumors en realitat eren «justificadors de la por». Els rumors van funcionar per reduir la inconsistència dels sentiments de por de la gent malgrat no experimentar directament els efectes del terratrèmol donant a la gent una raó per tenir por.
Festinger va descriure les hipòtesis bàsiques de la dissonància cognitiva de la següent manera:
1. L'existència de dissonància [o inconsistència], sent psicològicament incòmode, motivarà la persona a intentar reduir la dissonància i aconseguir la consonància [o consistència].
2. Quan hi ha dissonància, a més d'intentar reduir-la, la persona evitarà activament situacions i informació que probablement augmentarien la dissonància.
La reducció de la dissonància es pot aconseguir canviant la cognició canviant accions, o adquirint selectivament nova informació o opinions. Per utilitzar l'exemple de Festinger d'un fumador que sap que fumar és dolent per a la seva salut, el fumador pot reduir la dissonància optant per deixar de fumar, canviant els seus pensaments sobre els efectes del tabaquisme (per exemple, fumar no és tan dolent per a la seva salut com afirmen altres), o adquirint coneixements que apunten als efectes positius del tabaquisme (per exemple, fumar evita l'augment de pes).
Festinger i James M. Carlsmith van publicar el seu clàssic experiment de dissonància cognitiva el 1959. A l'experiment, es va demanar als subjectes que realitzessin una hora de tasques avorrides i monòtones (és a dir, omplir i buidar repetidament una safata amb 12 rodets i girar 48 clavilles quadrades en un tauler en sentit horari). A alguns subjectes, als quals se'ls va fer creure que la seva participació en l'experiment havia conclòs, se'ls va demanar que fessin un favor a l'experimentador dient-li al següent participant que la tasca era molt agradable. Es va crear una dissonància per als subjectes que feien el favor, ja que la tasca era de fet avorrida. La meitat dels subjectes pagats van rebre 1 $ pel favor, mentre que els de l'altra meitat van rebre 20 $. Tal com van predir Festinger i Carlsmith, els que van rebre 1 $ van informar que la tasca era més agradable que els que van rebre 20 dòlars. Els que van rebre 1 $ es van veure obligats a reduir la dissonància canviant les seves opinions sobre la tasca per produir consonància amb el seu comportament d'informar que la tasca era agradable. Els subjectes que van rebre 20 dòlars van experimentar menys dissonància, ja que el gran pagament proporcionava consonància amb el seu comportament; per tant, van valorar la tasca com a menys agradable i les seves valoracions eren similars a les que no se'ls va demanar que fessin el favor causant dissonància.

## Llegat
La teoria de la comparació social i la dissonància cognitiva han estat descrites per altres psicòlegs com «les dues teories més fructíferes de la psicologia social». La dissonància cognitiva ha estat descrita de diverses maneres com «l'assoliment més notable de la psicologia social», «el desenvolupament més important de la psicologia social fins ara» i una teoria sense la qual «la psicologia social no seria el que és avui». La dissonància cognitiva va generar dècades d'investigació relacionada, des d'estudis centrats en un perfeccionament i desenvolupament teòrics fins a dominis tan variats com la presa de decisions, la socialització dels nens i la preferència del color.
A més, a Festinger se li atribueix l'ascens de l'experimentació de laboratori en psicologia social com a qui «va convertir l'experiment en un instrument científic potent amb un paper central en la recerca de coneixement». Un obituari publicat pel psicòleg nord-americà va afirmar que era «dubtós que la psicologia experimental existís en absolut» sense Festinger. No obstant això, sembla que Festinger desconfiava de les demandes per a una més gran precisió empírica. Alerta contra els perills d'aquestes demandes quan els conceptes teòrics encara no estan completament desenvolupats, Festinger va afirmar: «La investigació pot dirigir-se cada cop més a pocs clars en investigacions prèvies més que a qüestions més grans; la gent pot perdre de vista els problemes bàsics perquè el camp es defineix per la investigació en curs». També ha subratllat que l'experimentació de laboratori «no pot existir per si mateixa», però que «hauria d'haver una interrelació activa entre l'experimentació de laboratori i l'estudi de situacions de la vida real». A més, tot i que Festinger és elogiat pel seu rigor teòric i enfocament experimental a la psicologia social, es considera que va contribuir a «l'allunyament entre la psicologia social bàsica i aplicada als Estats Units». «Es va convertir en un símbol del científic experimental pur, de mentalitat dura, orientat a la teoria», mentre que Ron Lippitt, un professor del Centre de Recerca de Dinàmica de Grup de Lewin amb qui Festinger sovint xocava, «es va convertir en un símbol de la ment difusa», bonista, practicant de la psicologia social aplicada».
Un dels majors impactes dels estudis de Festinger rau en la «representació del comportament social com a respostes d'un organisme pensant que actua contínuament per posar ordre al seu món, més que com els impulsos cecs d'una criatura d'emoció i hàbit», tal com es cita en el seu premi a la contribució científica distingida
. El conductisme, que havia dominat la psicologia fins aquell moment, va caracteritzar l'home com una criatura d'hàbit condicionada per processos de reforç estímul-resposta. Els conductistes es van centrar només en l'observable, és a dir, el comportament i les recompenses externes, sense cap referència als processos cognitius o emocionals. Teories com la dissonància cognitiva no es podrien explicar en termes conductistes. Per exemple, el gust era simplement una funció de la recompensa segons el conductisme, de manera que una recompensa més gran produiria un gust més gran; L'experiment de Festinger i Carlsmith va demostrar clarament un gust més gran amb una recompensa més baixa, un resultat que va requerir el reconeixement dels processos cognitius. Amb les teories de Festinger i la investigació que van generar, «el control monolític que la teoria del reforç havia tingut sobre la psicologia social es va trencar de manera eficaç i permanent».

## Obres
- Allyn, J., & Festinger, L. (1961). Effectiveness of Unanticipated Persuasive Communications. Journal of Abnormal and Social Psychology, 62(1), 35–40.

- Back, K., Festinger, L., Hymovitch, B., Kelley, H., Schachter, S., & Thibaut, J. (1950). The methodology of studying rumor transmission. Human Relations, 3(3), 307–312.

- Brehm, J., & Festinger, L. (1957). Pressures toward uniformity of performance in groups. Human Relations, 10(1), 85–91.

- Cartwright, D., & Festinger, L. (1943). A quantitative theory of decision. Psychological Review, 50, 595–621.

- Coren, S., & Festinger, L. (1967). Alternative view of the «Gibson normalization effect». Perception & Psychophysics, 2(12), 621–626.

- Festinger, L. (1942a). A theoretical interpretation of shifts in level of aspiration. Psychological Review, 49, 235–250.

- Festinger, L. (1942b). Wish, expectation, and group standards as factors influencing level of aspiration. Journal of Abnormal and Social Psychology, 37, 184–200.

- Festinger, L. (1943a). Development of differential appetite in the rat. Journal of Experimental Psychology, 32(3), 226–234.

- Festinger, L. (1943b). An exact test of significance for means of samples drawn from populations with an exponential frequency distribution. Psychometrika, 8, 153–160.

- Festinger, L. (1943c). A statistical test for means of samples from skew populations. Psychometrika, 8, 205–210.

- Festinger, L. (1943d). Studies in decision: I. Decision-time, relative frequency of judgment and subjective confidence as related to physical stimulus difference. Journal of Experimental Psychology, 32(4), 291–306.

- Festinger, L. (1943e). Studies in decision: II. An empirical test of a quantitative theory of decision. Journal of Experimental Psychology, 32(5), 411–423.

- Festinger, L. (1946). The significance of difference between means without reference to the frequency distribution function. Psychometrika, 11(2), 97–105.

- Festinger, L. (1947a). The role of group belongingness in a voting situation. Human Relations, 1(2), 154–180.

- Festinger, L. (1947b). The treatment of qualitative data by scale analysis. Psychological Bulletin, 44(2), 149–161.

- Festinger, L. (1949). The analysis of sociograms using matrix algebra. Human Relations, 2(2), 153–158.

- Festinger, L. (1950). Informal social communication. Psychological Review, 57(5), 271–282.

- Festinger, L. (1950b). Psychological Statistics. Psychometrika, 15(2), 209–213.

- Festinger, L. (1951). Architecture and group membership. Journal of Social Issues, 7(1–2), 152–163.

- Festinger, L. (1952). Some consequences of de-individuation in a group. Journal of Abnormal and Social Psychology, 47(2), 382–389.

- Festinger, L. (1954). A theory of social comparison processes. Human Relations, 7, 117–140.

- Festinger, L. (1955a). Handbook of social psychology, vol 1, Theory and method, vol 2, Special fields and applications. Journal of Applied Psychology, 39(5), 384–385.

- Festinger, L. (1955b). Social psychology and group processes. Annual Review of Psychology, 6, 187–216.

- Festinger, L. (1957). A Theory of Cognitive Dissonance. Stanford, CA: Stanford University Press.

- Festinger, L. (1959a). Sampling and related problems in research methodology. American Journal of Mental Deficiency, 64(2), 358–369.

- Festinger, L. (1959b). Some attitudinal consequences of forced decisions. Acta Psychologica, 15, 389–390.

- Festinger, L. (1961). The psychological effects of insufficient rewards. American Psychologist, 16(1), 1–11.

- Festinger, L. (1962). Cognitive dissonance. Scientific American, 207(4), 93–107.

- Festinger, L. (1964). Behavioral support for opinion change. Public Opinion Quarterly, 28(3), 404–417.

- Festinger, L. (Ed.). (1980). Retrospections on Social Psychology. Oxford: Oxford University Press.

- Festinger, L. (1983). The Human Legacy. Nova York: Columbia University Press.

- Festinger, L. (1981). Human nature and human competence. Social Research, 48(2), 306–321.

- Festinger, L., & Canon, L. K. (1965). Information about spatial location based on knowledge about efference. Psychological Review, 72(5), 373–384.

- Festinger, L., & Carlsmith, J. M. (1959). Cognitive consequences of forced compliance. The Journal of Abnormal and Social Psychology, 58(2), 203-210.

- Festinger, L., Cartwright, D., Barber, K., Fleischl, J., Gottsdanker, J., Keysen, A., & Leavitt, G. (1948). A study of rumor transition: Its origin and spread. Human Relations, 1(4), 464–486.

- Festinger, L., Gerard, H., Hymovitch, B., Kelley, H. H., & Raven, B. (1952). The influence process in the presence of extreme deviates. Human Relations, 5(4), 327–346.

- Festinger, L., & Holtzman, J. D. (1978). Retinal image smear as a source of information about magnitude of eye-movement. Journal of Experimental Psychology-Human Perception and Performance, 4(4), 573–585.

- Festinger, L., & Hutte, H. A. (1954). An experimental investigation of the effect of unstable interpersonal relations in a group. Journal of Abnormal and Social Psychology, 49(4), 513–522.

- Festinger, L., & Katz, D. (Eds.). (1953). Research methods in the behavioral sciences. New York, NY: Dryden.

- Festinger, L., & Maccoby, N. (1964). On resistance to persuasive communications. Journal of Abnormal and Social Psychology, 68(4), 359–366.

- Festinger, L., Riecken, H. W., & Schachter, S. (1956). When Prophecy Fails. Minneapolis, MN: University of Minnesota Press.

- Festinger, L., Schachter, S., & Back, K. (1950). Social Pressures in Informal Groups: A Study of Human Factors in Housing. Stanford, CA: Stanford University Press.

- Festinger, L., Sedgwick, H. A., & Holtzman, J. D. (1976). Visual-perception during smooth pursuit eye-movements. Vision Research, 16(12), 1377–1386.

- Festinger, L., & Thibaut, J. (1951). Interpersonal communication in small groups. Journal of Abnormal and Social Psychology, 46(1), 92–99.

- Festinger, L., Torrey, J., & Willerman, B. (1954). Self-evaluation as a function of attraction to the group. Human Relations, 7(2), 161–174.

- Hertzman, M., & Festinger, L. (1940). Shifts in explicit goals in a level of aspiration experiment. Journal of Experimental Psychology, 27(4), 439–452.

- Hochberg, J., & Festinger, L. (1979). Is there curvature adaptation not attributable to purely intravisual phenomena. Behavioral and Brain Sciences, 2(1), 71–71.

- Hoffman, P. J., Festinger, L., & Lawrence, D. H. (1954). Tendencies toward group comparability in competitive bargaining. Human Relations, 7(2), 141–159.

- Holtzman, J. D., Sedgwick, H. A., & Festinger, L. (1978). Interaction of perceptually monitored and unmonitored efferent commands for smooth pursuit eye movements. Vision Research, 18(11), 1545–1555.

- Komoda, M. K., Festinger, L., & Sherry, J. (1977). The accuracy of two-dimensional saccades in the absence of continuing retinal stimulation. Vision Research, 17(10), 1231–1232.

- Miller, J., & Festinger, L. (1977). Impact of oculomotor retraining on visual-perception of curvature. Journal of Experimental Psychology-Human Perception and Performance, 3(2), 187–200.

- Schachter, S., Festinger, L., Willerman, B., & Hyman, R. (1961). Emotional disruption and industrial productivity. Journal of Applied Psychology, 45(4), 201–213.